# Theridion caplandense
Theridion caplandense är en spindelart som beskrevs av Embrik Strand 1907. Theridion caplandense ingår i släktet Theridion och familjen klotspindlar. Inga underarter finns listade i Catalogue of Life.